# Voulgára
Voulgára är ett berg i Grekland. Det ligger i den centrala delen av landet, 200 km nordväst om huvudstaden Aten. Toppen på Voulgára är 1 635 meter över havet, eller 437 meter över den omgivande terrängen. Bredden vid basen är 9,4 km.
Terrängen runt Voulgára är huvudsakligen kuperad, men norrut är den bergig. Runt Voulgára är det glesbefolkat, med 9 invånare per kvadratkilometer. Närmaste större samhälle är Kallifóni, 19,5 km norr om Voulgára. I omgivningarna runt Voulgára växer i huvudsak blandskog.